# Cebreiro (La Coruña)
Cebreiro (llamada oficialmente San Xiao de Cebreiro) es una parroquia española del municipio de El Pino, en la provincia de La Coruña, Galicia.

## Entidades de población
Entidades de población que forman parte de la parroquia:
- Angumil
- Castelo (O Castelo)
- Quintás
- San Saturnino (San Sadurniño o A Feira)
- Casal (O Casal)
- Pazo (O Pazo)
- A Carboeira
- A Modorra

## Demografía
| Gráfica de evolución demográfica de Cebreiro entre 2000 y 2019 |
|                                                                |
| Datos según el nomenclátor publicado por el INE.               |